# Projeto Minerva (Portugal)
O Projecto Minerva foi um projecto do Ministério da Educação português, gerido pelo Gabinete de Estudos e Planeamento e Departamento de Programação e Gestão Financeira, que vigorou entre 1985 e 1994. O seu propósito consistia na introdução das Tecnologias de Informação e Comunicação, vulgarmente conhecidas por TIC, nas escolas do ensino básico e secundário. O nome deste projecto provém do acrónimo para Meios Informáticos no Ensino Racionalização Valorização Actualização.
O professor António Dias Figueiredo foi o seu mentor e principal proponente, tendo coordenado nacionalmente o mesmo projecto durante a sua fase piloto, entre Outubro de 1985 e Outubro de 1988.

## Domínios de acção
A execução do projecto Minerva efectuou-se nas vertentes da formação de professores e de formadores, na exploração e desenvolvimento de materiais (incluindo documentação e software educativo), investigação, apoio directo ao trabalho dos professores nas escolas, e na criação de condições logísticas para a instalação e utilização destes meios (nomeadamente através da criação de Centros de Apoio Local e Centros Escolares Minerva), com o objectivo último e amplo de renovar o sistema educativo.
O domínio da telemática educativa foi o que tem envolvido mais de metade dos pólos do Projecto MINERVA desde 1989/90, investindo nas componentes de investigação, acção, formação e desenvolvimento de actividades/projectos telemáticos, de forma a manter a ligação e a coesão entre as escolas, reforçar a sua capacidade de apoio mútuo, facilitar o lançamento e desenvolvimento de outros projectos educativos e contribuir para a construção e disponibilização de recursos partilhados por todos.

## Pólos
Os grandes pilares do Projecto MINERVA foram seus pólos, sediados em instituições do ensino superior, compostos por docentes dessas instituições e por professores de diversos graus de ensino na situação de destacamento.
- Pólo de Coimbra: sediado no Departamento de Engenharia Electrotécnica da respectiva Universidade, este pólo dedica-se muito especialmente ao desenvolvimento de software educativo, tendo constituído um significativo foco de formação de nível avançado (pós-graduação) em que sobressaía a qualidade da formação proporcionada na vertente informática.

- Pólo do DEFCUL: instalado no Departamento de Educação da Faculdade de Ciências da Universidade de Lisboa assumiu um papel de relevo na definição da abordagem educacional do projecto, valorizando a importância da linguagem LOGO, promovendo a perspectiva do computador como ferramenta e a utilização do computador pelos alunos no âmbito de projectos interdisciplinares.
- Pólo de Aveiro: sediado no Departamento de Didáctica e Tecnologia Educativa da Universidade de Aveiro, o Pólo desenvolveu várias valências: projetos em todos os níveis de ensino e no Ensino Especial. Teve um impacto especial no ensino das Ciências (Biologia, Química e Física) no Ensino Secundário, nomeadamente pela exploração educativa dos Sistemas de Aquisição de Dados (SATD). Desenvolveu vários projetos na área das Línguas e História para diferentes níveis de ensino num enquadramento transdisciplinar). Atendendo à extensão do distrito de Aveiro, este Pólo abrangeu escolas pertencentes à Direção Regional do Centro (DREC) e do Norte (DREN).

- Pólo do Minho: apesar de baseado numa Unidade de Informática, assumiu desde o seu início interesse pelas problemáticas especificamente educativas, privilegiando a formação de recursos humanos e o desenvolvimento de projectos nas escolas. Este pólo assumiu um importante papel de liderança regional e estabeleceu numerosas ligações com entidades estrangeiras e participou em encontros internacionais. Teve um papel pioneiro na utilização educativa da telemática e desenvolveu actividade em diversas áreas, sendo especialmente significativa a sua acção no domínio da Biologia.

- Pólo da FCT-UNL: a Faculdade de Ciências e Tecnologia da Universidade Nova de Lisboa integrou o lote inicial de instituições de ensino superior do projeto, afirmando-se particularmente no domínio da criação de "centros escolares de informática" (posteriormente designados de "centros escolares minerva") e como um centro muito ativo na produção de software educacional e na divulgação da utilização educativa da telemática. Estabelece diversos contactos com entidades educativas estrangeiras ligadas à produção de software, permitindo o intercâmbio de pessoas e materiais. No domínio curricular está particularmente em evidência no ensino da Física, Química, Matemática, Biologia, Geologia, Geografia e da Língua Estrangeira.

- Pólo do GEP: sempre teve uma especificidade muito particular, concebendo boletins (Baitinho e Megaron) como instrumentos de formação de professores. Este pólo desenvolveu actividades particularmente significativas no 1º ciclo do ensino básico e no ensino da língua materna, tendo ensaiado novas formas de distribuição de equipamentos dentro das escolas. Na fase final do projecto, o Pólo do GEP tem uma responsabilidade muito especial na experimentação de software.

## Balanço final
O projecto MINERVA na sua fase final (1993/1994) atingiu mais de 140 escolas de todos os níveis de ensino, cerca de 40 centros de apoio local e 15 pólos do projecto Minerva, num total estimado de mais de 2000 utilizadores distribuídos pelo continente, Açores, Madeira e Macau de uma comunidade viva e dinâmica composta por alunos, professores, formadores, investigadores, e outros agentes educativos apoiada nos computadores e nas telecomunicações.

## Destino final
Quando o projecto MINERVA atingiu "terminus", o grupo EDUCOM sentiu a necessidade procurar uma forma de continuar a desenvolver o trabalho nesta área, criando a EDUCOM - Associação Nacional de Telemática Educativa.